# Thybomål
Thybomål (Thybomol eller Thybomool) er en dansk dialekt, som tales i Thy i Nordvestjylland.
Dialekten er jysk, nærmere betegnet vestjysk, der er kendetegnet ved kun at have et køn (genus) ("en mand, en hus, en kvinde"), foranstillet artikel (æ hus, dvs. "huset") og 'w' for rigsdansk 'v' (wask, dvs. "vask"). 1. pers. ental pronomen er 'æ' som på sønderjysk, men i modsætningen til resten af Jylland, hvor det er 'a'. Et arkaisk træk i thybomål er, at det har bevaret h-lyden foran v og j: hwæm, hjæm, hwor, hwa.
"Æ" foran ordet svarer til endelserne "en" eller "et" på rigsdansk som udtryk for bestemthed.
Eks.: Bestyrelse = Bestyrels - Bestyrelsen = Æ Bestyrels. Malkekvæg = Malkekwæg - Malkekvæget = Æ Malkekwæg.
Thybomål adskiller sig fra sydligere vestjysk med udtalesystemet, som rummer flere vokaler, ligesom vendelbomål. Grammatikken er dog klart vestjysk. I forhold til vendelbomål kan man opstille følgende forskelle:
Thybomål - vendelbomål:

Ét køn - tre køn (han-, hun- og intetkøn) 

Ikke palatalisering - palatalisering (f.eks. -nd ⇒ j, "landmand" - "lajmaj").
Thybomål: "Æ lannmann å æ kwind war u i æ skow". 

Vendelbomål: "Lajjmajji å kwinnen war u i skowwi"
Foreningen Thybomål (stiftet 3. januar 2013) arbejder for at styrke dialekten og skabe større bevidsthed om den.